# Lumuma (Mpwapwa)
Lumuma è una circoscrizione rurale (rural ward) della Tanzania situata nel distretto di Mpwapwa, regione di Dodoma. Conta una popolazione di 3 783 abitanti (censimento 2012).